# Джаджар
Джаджар (англ. Jhajjar, хинди झज्जर) — город на севере Индии, в штате Харьяна, административный центр одноимённого округа.

## География
Город находится в центральной части Харьяны, на высоте 219 метров над уровнем моря.
Джаджар расположен на расстоянии приблизительно 230 километров к югу от Чандигарха, административного центра штата и на расстоянии 25 километров к западу от Нью-Дели, столицы страны.

## Демография
По данным официальной переписи 2001 года численность населения города составляла 39 004 человек, из которых мужчины составляли 53,75 %, женщины — соответственно 46,25 %. Уровень грамотности взрослого населения составлял 69,3 %. Уровень грамотности среди мужчин составлял 76,1 %, среди женщин — 61,4 %. 14,2 % населения составляли дети до 6 лет.

## Транспорт
Ближайший аэропорт — Международный аэропорт имени Индиры Ганди.